# Lake Boonderoo
Lake Boonderoo är en sjö i Australien. Den ligger i delstaten Western Australia, omkring 810 kilometer öster om delstatshuvudstaden Perth. Lake Boonderoo ligger 159 meter över havet. Arean är 25,1 kvadratkilometer. Den sträcker sig 11,2 kilometer i nord-sydlig riktning, och 4,4 kilometer i öst-västlig riktning.
Omgivningarna runt Lake Boonderoo är i huvudsak ett öppet busklandskap. Trakten runt Lake Boonderoo är nära nog obefolkad, med mindre än två invånare per kvadratkilometer. Genomsnittlig årsnederbörd är 419 millimeter. Den regnigaste månaden är januari, med i genomsnitt 74 mm nederbörd, och den torraste är april, med 11 mm nederbörd.